# Fort Vaudreuil
 (novembre 2023).
Si vous disposez d'ouvrages ou d'articles de référence ou si vous connaissez des sites web de qualité traitant du thème abordé ici, merci de compléter l'article en donnant les références utiles à sa vérifiabilité et en les liant à la section « Notes et références ».
Fort Vaudreuil fut un poste de traite établi au cours du XVIIIe siècle en Nouvelle-France dans le Wisconsin. L'emplacement du poste se trouvait sur le fleuve Mississippi, proche de Bagley. Il fut construit en 1753, mais ne fut utilisé qu'en 1754 au début de la guerre de Sept Ans en Amérique. 

## Historique
Le poste fut construit par Joseph Marin en 1753 et fut situé sur le fleuve Mississippi à quatre lieues de la rivière Wisconsin, peut-être sur une île appelée île française au sud du village de Bagley. 